# Micromorphus
Micromorphus is een vliegengeslacht uit de familie van de slankpootvliegen (Dolichopodidae).

## Soorten
- M. albipes (Zetterstedt, 1843)
- M. bifrons Robinson, 1964
- M. claripennis (Strobl, 1899)
- M. fulvosetosus Parent, 1929
- M. knowltoni Robinson, 1967
- M. leucostoma Robinson, 1967
- M. longilamellatus Robinson, 1964
- M. minima (Van Duzee, 1925)
- M. minusculus Negrobov, 2000
- M. shamshevi Negrobov, 2000